# Erebostrota calais
Erebostrota calais är en fjärilsart som beskrevs av William Schaus 1914. Erebostrota calais ingår i släktet Erebostrota och familjen nattflyn. Inga underarter finns listade i Catalogue of Life.